# San Julián (Séville)
Pour les articles homonymes, voir San Julián.
San Julián est un quartier de la ville andalouse de Séville, en Espagne, situé dans le district Casco Antiguo.

## Limites du quartier
Situé au nord-est du district Casco Antiguo, le quartier est limité au nord-est par la Ronda de Capuchinos qui le sépare du district de Macarena, à l'est par le bas de la Ronda de Capuchinos et par la rue María Auxiliadora qui le séparent du district de San Pablo - Santa Justa, au sud par les rues Madre Isabel de la Trinidad, Sol, Espada, Enladrillada et Peñuelas qui le séparent du quartier de Santa Catalina, à l'ouest par les rues Bustos Tavera et San Luis qui le séparent du quartier de Feria et au nord par le haut de la rue San Luis et par les rues Duque de Montemar, Cetina, Macasta, Sorda, Fray Diego de Cádiz, Morera, Puerta de Córdoba et Madre Dolores Márquez qui le séparent du quartier de San Gil.

## Points d'intérêt
- Église san Julián (es)